# Giorgio Ascanelli
Giorgio Ascanelli (* 23. Februar 1959 in Ferrara) ist ein italienischer Ingenieur in der Formel 1.

## Karriere
Ascanelli begann seine Karriere im Motorsport 1985 als Berechnungsingenieur beim Formel-1-Team von Ferrari. 1987 wechselte er in die Rallye-Weltmeisterschaft zu Abarth, kehrte jedoch Ende des Jahres als Renningenieur von Gerhard Berger zu Ferrari zurück. Nach Bergers Wechsel zu McLaren folgte Ascanelli 1990 John Barnard zu Benetton und war dort bis zu dessen Rücktritt Ende 1991 als Renningenieur von Nelson Piquet tätig. 1992 kam Ascanelli auf Wunsch Bergers zu McLaren, arbeitete dort allerdings mit Ayrton Senna zusammen.
Nach Sennas Wechsel zu Williams ging Ascanelli 1995 zurück zu Ferrari, wo er wieder auf Berger und Barnard traf. Er arbeitete dort als Renningenieur sowohl für Berger als auch für dessen Teamkollegen Jean Alesi. Nachdem Ross Brawn 1998 diesen Posten übernommen hatte, wechselte Ascanelli als Leiter in die F&E-Abteilung von Ferrari. Von 2002 bis 2006 war er als Technischer Direktor beim GT-Team von Maserati tätig und seit der Saison 2007 arbeitet er in gleicher Funktion beim Formel-1-Team Scuderia Toro Rosso. Im Juli 2012 wurde Ascanelli beurlaubt; Sein Nachfolger ist der ehemalige Sauber-Konstrukteur James Key.